# Stadtbücherei Bochum
Die Stadtbücherei Bochum ist eine Bibliothek in Bochum. Ihre Zentralbücherei befindet sich neben dem Rathaus Bochum im Bildungs- und Verwaltungszentrum, das auch die Volkshochschule Bochum beherbergt.

## Geschichte
Zu den ersten Vorläufern zählt 1833 die „Leseanstalt“ genannte Leihbuchhandlung des Buchbinders W. Hemsoth mit 2000 Büchern. 1904 beschließt der Stadtrat die Gründung einer Stadtbibliothek und die Übernahme des Bestandes des Lesevereins.

### Kaiserreich und Weimarer Republik
Die Lesehalle, wie die Einrichtung vor dem Hintergrund der Lesehallenbewegung genannt wurde, wird bereits am 15. Februar 1905 in einem ehemaligen Schulgebäude in der Humboldtstraße 18 eröffnet, die eigentliche Leihbücherei am 18. August desselben Jahres mit zunächst 1800 Bänden. 1911 erfolgt der Umzug in die Schillerstraße 4 (heutige Diekampstraße). Da das Gebäude aber einem Neubau weichen muss, wird die Bücherei mit durch Eingemeindungen auf mittlerweile 40.000 Bänden angewachsenem Bestand im Jahre 1924 in ein altes Fabrikgebäude am Südellweg 1a ausgelagert. Erst 1931 kann die Bücherei mit einem Bücherbestand von bereits 70.000 Bänden wieder in ein repräsentatives, ehemaliges Verwaltungsgebäude an der Bismarckstraße 14 umziehen. Durch die Eingemeindung verschiedener umliegender Orte und die Einrichtung von Zweigstellen wächst der Bestand bis 1932 weiter auf 87.507 Bände an. Mit dem Bombenangriff vom 4. November 1944 wird das Gebäude und etwa die Hälfte des Bestandes zerstört – auch die hauptamtliche Bibliothekarin und weitere Angestellte verlieren ihr Leben.

### Nach dem Zweiten Weltkrieg
1947 kann die Bücherei in drei Räumen des Rathauses ihre Bestände wieder zusammenfassen, 1949 wird auch der Ausleihbetrieb wieder aufgenommen. 1951 kann mit dem Bezug eines Neubaus in der Albertstraße 18 wieder ein geordneter Betrieb aufgenommen werden. 1970 wird die Katalogisierung von Karten auf EDV umgestellt, 1971 muss die Bücherei abermals in ein Notquartier in der Kronenstraße 47–63 – ein ehemaliges Möbellager – umziehen. Erst 1980 erfolgt der Umzug in das neu errichtete Bildungs- und Verwaltungszentrum hinter dem Rathaus.
Bis ins Jahr 2003 unterhielt die Stadtbücherei außer den Stadtteilbibliotheken auch mehrere Bücherbusse auf Basis von Setra-Bussen. Der letzte wurde 1980 in Betrieb genommen und nach seiner Stilllegung im Mai 2003 im Internet versteigert. Die Bücherbusse hatten zahlreiche Haltestellen über das Stadtgebiet verteilt, die wöchentlich angefahren wurden.

## Heute

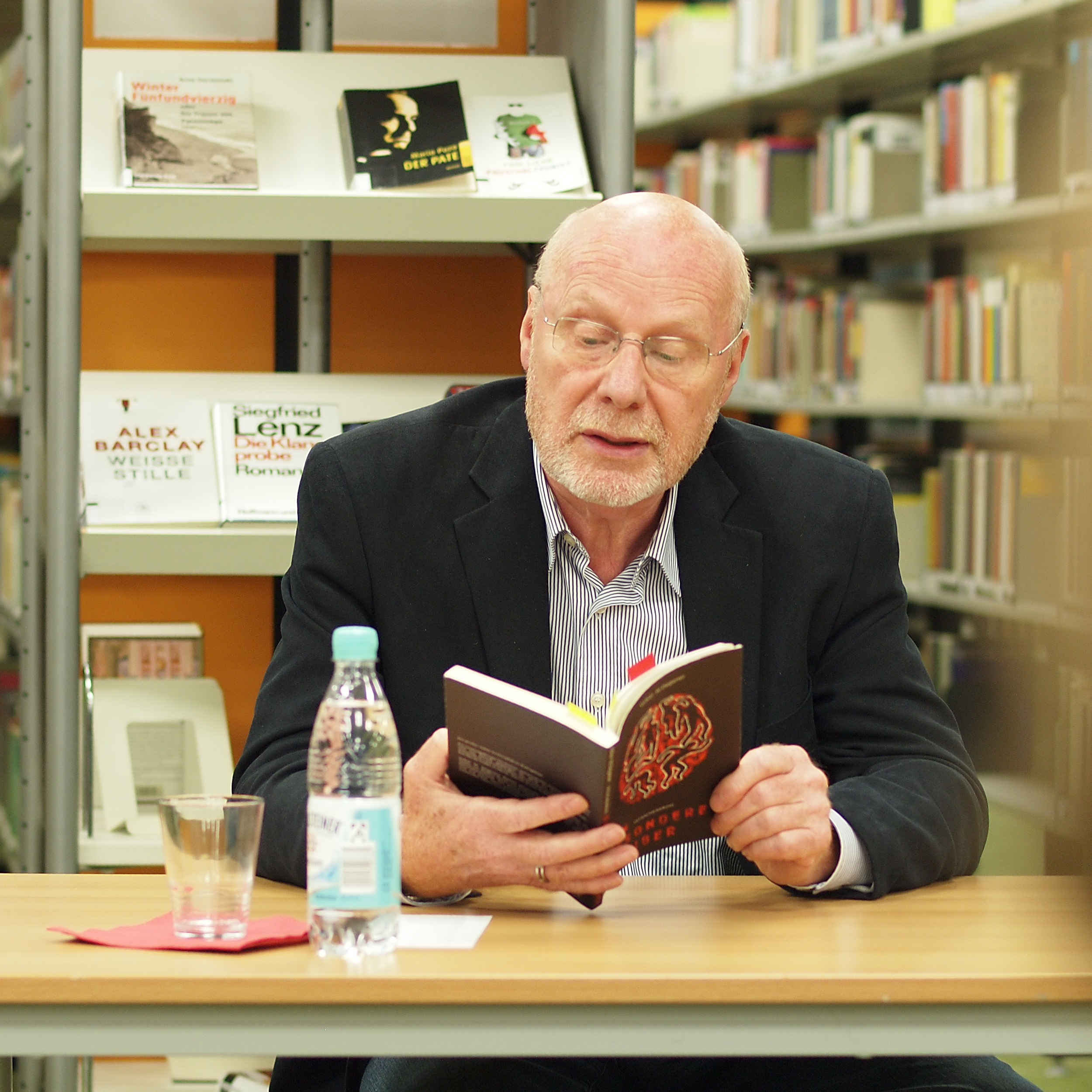
Der Schriftsteller Volker W. Degener bei einer Lesung in der Stadtbücherei Bochum

Die Bücherei verfügt über Außenstellen in Gerthe, Langendreer, Linden, Querenburg, Wattenscheid und Wiemelhausen. Ihr jährliches Budget beträgt vier Millionen Euro, von denen 400.000 Euro für Erwerbungen zur Verfügung stehen. Sie beschäftigt über 100 Mitarbeiter.
Ihr Bestand beträgt über 410.000 Medieneinheiten (Bücher, Noten, Spiele, Zeitschriften, Zeitungen, digitale Medien, Kassetten und Videos). Die Stadtbücherei verzeichnete im Jahre 2007 über zwei Millionen Ausleihen, davon entfielen 40 Prozent auf den Bereich der Sachliteratur.
Siehe auch: Bibliotheken in Nordrhein-Westfalen